# 대한민국 민법 제95조
대한민국 민법 제95조는 해산, 청산의 검사, 감독을 규정한 민법총칙 조문이다.

## 조문
제95조(해산, 청산의 검사, 감독) 법인의 해산 및 청산은 법원이 검사, 감독한다.

## 같이 보기
- 해산

## 참고 문헌
- 오현수, 일본민법, 진원사, 2014. ISBN 978-89-6346-345-2
- 오세경, 대법전, 법전출판사, 2014 ISBN 978-89-262-1027-7
- 이준현, LOGOS 민법 조문판례집, 미래가치, 2015. ISBN 979-1-155-02086-9